# Рылковский Погост
Рылковский Погост — посёлок в Вельском районе Архангельской области России. Входит в состав Солгинского сельского поселения.

## География
Посёлок находится в южной части Архангельской области, в таёжной зоне, в пределах северной части Русской равнины, на левом берегу реки Подюги, вблизи места впадения её в реку Вель, на расстоянии примерно 41 километра (по прямой) к западу от города Вельска, административного центра района. Абсолютная высота — 107 метров над уровнем моря.
Климат
Климат характеризуется как умеренно континентальный, с прохладным и дождливым летом. Средняя температура воздуха самого холодного месяца (января) составляет −12,7 °C; самого тёплого месяца (июля) — 18 °C. Среднегодовое количество атмосферных осадков составляет 763,7 мм.
Часовой пояс
Рылковский Погост находится в часовой зоне МСК (московское время). Смещение применяемого времени относительно UTC составляет +3:00.

## Население
| 2002 | 2010 | 2012 | 2014 |
| ---- | ---- | ---- | ---- |
| 49   | ↘32  | ↘28  | →28  |

## История
В посёлке находилась каменная Успенская Устьподюжская церковь, 1832 года постройки. 
Указан в «Списке населённых мест по сведениям 1859 года» в составе Вельского уезда(1-го стана) Вологодской губернии под номером «2193» как «Рылковское(Заподъюжье)». Насчитывала 31 двор, 89 жителей мужского пола и 98 женского. Также указано, что в поселении находилась церковь.
В материалах оценочно-статистического исследования земель Вельского уезда упомянуто, что в 1900 году в административном отношении деревня входила в состав Келаревского сельского общества Есютинской волости. На момент переписи в селении Рылковское(Погостъ) находилось 17 хозяйств, в которых проживало 52 жителя мужского пола и 49 женского.